# Vliegbasis Shindand
Vliegbasis Shindand (IATA: OAH; ICAO: OASD) is een vliegbasis in de provincie Herat, zeven kilometer ten noordoosten van de stad Sabzawar met een betonnen landingsbaan. De vliegbasis is met een weg van asfalt verbonden met de Kandahar–Herat snelweg, onderdeel van de A01. Vliegbasis Shindand heeft een belangrijke positie, omdat de vliegbasis 75 km is verwijderd van de Iraanse grens.
De vliegbasis was vroeger de grootste vliegbasis van Afghanistan en wordt nu gebruikt door de International Security Assistance Force (ISAF). Vliegbsis Shindand wordt ook gebruikt door de 838th Air Expeditionary Advisory Group van de United States Air Force om de ISAF en de NAVO Trainings Missie Afghanistan te helpen. Sinds 2008 wordt de vliegbasis ook door de Central Intelligence Agency (CIA) gebruikt voor geheime suveillancemissies met onder andere RQ-170 Sentinels.
Vliegbasis Shindand wordt ook gebruikt als basis voor de 3e vleugel van de Afghaanse luchtmacht.

## Geschiedenis
In 1961 begon de Sovjet-Unie met de bouw van de vliegbasis Shindand. De Sovjet-Unie gebruikte de vliegbasis veel in de Afghaanse Oorlog, die eindigde in 1989. Vliegbasis Shindand werd in 1997 veroverd door de Taliban en raakte zwaar beschadigd in 2002 na een bombardement. Op 14 en 15 augustus 2004 werd de vliegbasis heroverd door het Afghaanse leger en door de nationale adviseurs van de United States Army uit New Hampshire en Oregon. Onderdelen voor het ombouwen van vliegbasis Shindand arriveerden twee weken later.
In 2010 werd de landingsbaan gerenoveerd zodat alle vliegtuigen van de Afghaanse luchtmacht op de landingsbaan kunnen landen en de Amerikaanse Boeing C-17 Globemaster III's.
Leden van de 809th Expeditionary Red Horse Squadron bouwden voorzieningen voor onbemande vliegtuigen, zoals de MQ-1 Predator, voor de 451st Air Expeditionary Wing. De medewerkers bouwden schuilplaatsen voor de vliegtuigen en onderhouds faciliteiten. In 2010 bouwden de medewerkers ook een parkeerplaats voor de helikopters.
In het midden van 2011 waren de verbouwingen af en was vliegbasis Shindand drie keer zo groot. In het begin van 2012 kwamen er plannen om een nieuwe landingsbaan te bouwen voor de 1,3 mile NAVO training, maar deze plannen gingen niet door.
De United States Army heeft de taxiwegen met 56.000 m² vergroot. Dit was omdat er bijvoorbeeld na een landing van een Boeing C-17 Globemaster III de landingsbaan eerst twee uur moest worden afgesloten. Ze bouwden ook een vrachtterminal van 1200 m², een passagiersterminal van 790 m² en een brandblussysteem met 600.000 liter water.
In 2012 werd er gebouwd aan een waterzuiveringsinstallatie en die was voltooid in januari 2013.